# Butch Cassidy
Pour les articles homonymes, voir Butch Cassidy (chanteur), Cassidy, Robert Parker et Parker.

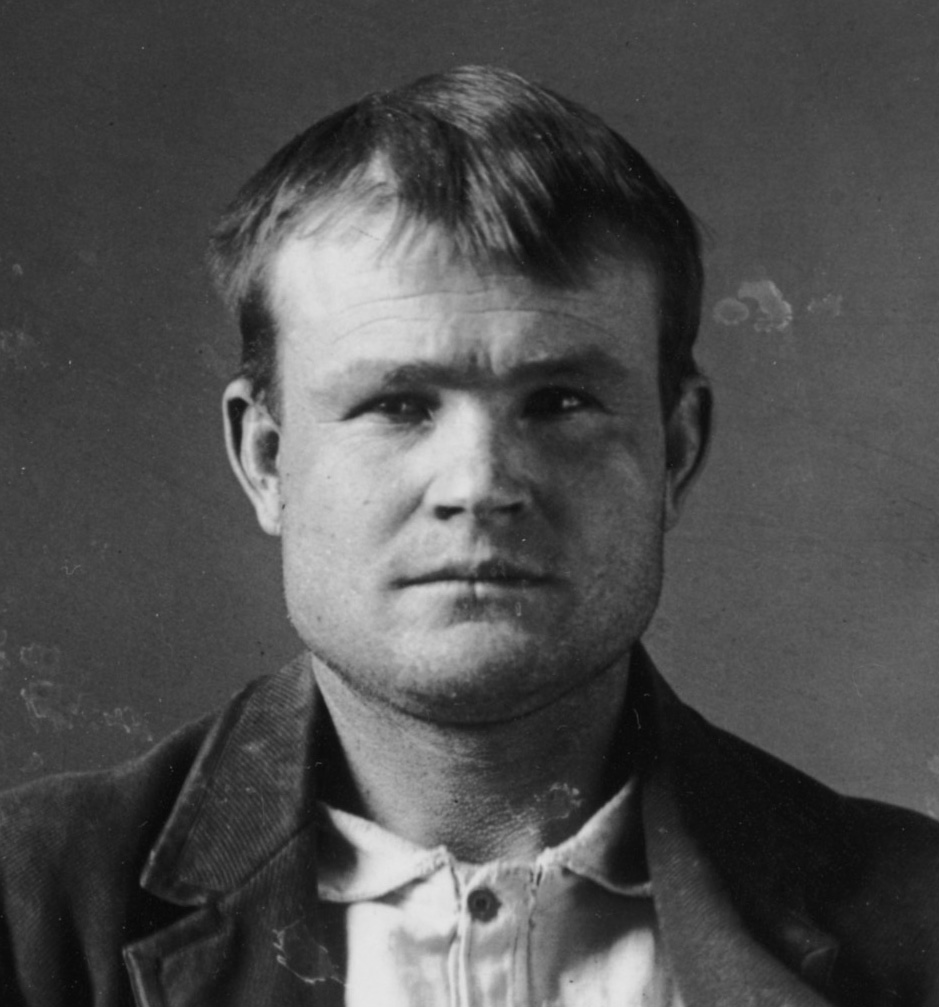
Photo d'identité judiciaire (prison de Laramie, Wyoming - 1894).

Butch Cassidy, né Robert LeRoy Parker le 13 avril 1866 à Beaver (Utah, États-Unis) et présumé mort vers 1908 en Bolivie, est un célèbre pilleur de banques et de trains qui a sévi aux États-Unis à la fin du XIXe siècle. Membre d’une bande de malfrats appelée le Wild Bunch, il réussit à échapper aux poursuites menées contre lui jusqu’en 1908, année supposée de sa mort en Bolivie.

## Biographie

### Premières années
Né à Beaver, Robert Parker est le fils de Maximillian Parker et Ann Campbell Gillies, des immigrants anglais et écossais, puis mormons du Territoire de l'Utah. Il est l’aîné des treize enfants que le couple a eus. Il grandit dans le ranch de ses parents près de Circleville dans l'Utah à 346 km de Salt Lake City.
Encore adolescent, Parker quitte le nid familial et, alors qu’il travaille dans une exploitation laitière, il se lie d’amitié avec Mike Cassidy, un voleur de chevaux et de bétail. Il travaille par la suite dans plusieurs ranchs et brièvement dans une boucherie à Rock Springs dans le Wyoming. C’est de cette expérience que lui vient son surnom « Butch » (de butcher, boucher) auquel il ajoute bientôt le nom de Cassidy en hommage à son ami et mentor.

### Une vie de crimes

#### Premiers incidents
Parker a pour la première fois affaire à la loi à cause d'un petit larcin. Vers 1880, il fait un long trajet pour s’acheter un pantalon mais, en arrivant devant la boutique, il trouve portes closes. Il entre tout de même, s’empare d’une paire de jeans et laisse un mot expliquant qu’il paierait la prochaine fois qu’il viendrait en ville. Le propriétaire du magasin relève les renseignements que Parker a inclus sur sa note et signale le vol aux autorités. Un procès a lieu mais il est acquitté et aucune charge n'est retenue contre lui.
Il continue à travailler dans des ranchs jusqu’en 1884, année où il se rend à Telluride dans le Colorado pour une courte durée, apparemment dans le but de trouver du travail mais possiblement pour y livrer des chevaux volés. Il repart ensuite effectuer des travaux de ferme dans le Wyoming et le Montana avant de retourner une nouvelle fois à Telluride en 1887. Il y rencontre Matthew Warner, le propriétaire d’un cheval de courses. Ils engagent le cheval dans plusieurs courses et se partagent ensuite les bénéfices. C’est ainsi qu’il rencontre, toujours à Telluride, William et Thomas McCarthy qui ont peut-être joué un rôle dans la carrière de Parker en l’initiant aux méthodes de pillage de banques et de trains.
Parker, Warner et Thomas McCarthy ont probablement participé, le 3 novembre 1887, au pillage d’un train près de Grand Junction, Colorado. Le gardien du coffre leur ayant certifié que personne à bord du train ne connaissait la combinaison, ils se contentent donc d’un maigre butin de 150 dollars.

#### Débuts
Ce trio, accompagné d’un quatrième homme dont on ignore l’identité, cambriole la banque de San Miguel Valley à Telluride le 24 juin 1889, dérobant 21 000 dollars, avant de s’enfuir à Robbers Roost, une planque isolée dans le sud-est de l’Utah.
En 1890, Parker achète un ranch près de Dubois dans le Wyoming. Cet endroit étant proche de Hole-in-the-Wall, une formation géologique naturelle qui permettait aux hors-la-loi de se protéger en cas de poursuite ou d'attaque, on a donc toujours soupçonné que cette ferme, qui n’a jamais été rentable, était en fait une façade pour dissimuler des activités clandestines, peut-être liées aux hors-la-loi de Hole-in-the-Wall.
Début 1894, Parker a une liaison avec Ann Bassett, une femme hors-la-loi. Son père, le propriétaire de ranch Herb Bassett, fait des affaires avec Parker en le pourvoyant en chevaux frais et en bœufs. Cette même année, Parker est arrêté à Lander pour vol de chevaux et probablement aussi pour racket auprès des propriétaires de ranchs de la région. Détenu à la prison d’État de Laramie, il effectue une peine de 18 mois sur les deux ans de condamnation prévus et est relâché en janvier 1896 en échange de la promesse faite au gouverneur William Alford Richards de ne plus commettre de crimes dans cet État. Après sa relaxe, il a une brève aventure avec la sœur d’Ann Bassett, Josie, avant de reprendre sa liaison avec Ann.

#### LeWild Bunch
Après avoir été libéré, il s’associe avec une bande de criminels, notamment ses amis intimes Elzy Lay, Harvey 'Kid Curry' Logan, Ben Kilpatrick, Harry Tracy, Will 'News' Carver, Laura Bullion, et George Curry, avec qui il forme un gang appelé Wild Bunch (souvent traduit par « Horde sauvage ») et accroît ainsi considérablement ses activités criminelles. Bien qu’on ait souvent décrit ce gang comme habituellement non-violent, le Wild Bunch a, en réalité, souvent été à l’origine de nombreuses tueries durant ses années d’activité.
Le 13 août 1896, Parker, Lay, Kid Curry et un quatrième homme attaquent une banque à Montpelier dans l’Idaho et s’emparent d'environ 7 000 dollars. Peu après, ils enrôlent dans le Wild Bunch un natif de Pennsylvanie, Harry Alonzo Longabaugh, plus connu sous le nom de Sundance Kid alias le Kid.
Début 1897, Parker est rejoint à Robbers Roost par Ann Bassett, Elzy Lay et son amie Maude Davis. Les quatre s’y cachent jusqu’au début du mois d’avril lorsque les femmes rentrent chez elles et que Parker et Lay mettent au point leur prochain vol à main armée. Celui-ci a lieu le 21 avril 1897, dans la ville minière de Castle Gate (Utah). Les deux hors-la-loi tendent une embuscade à un petit groupe d’hommes transportant la paye de la Pleasant Valley Coal Company de la gare aux bureaux de la société et dérobent un sac d’or d’une valeur de 7 000 dollars, puis partent se cacher à Robbers Roost.
Le 2 juin 1899, le Wild Bunch pille les passagers de l’Union Pacific près de Wilcox (Wyoming), un vol qui devient notoire et qui a pour conséquence une chasse à l’homme massive. Bien qu'un nombre important de shérifs ou de marshals célèbres à l’époque prennent part à cette chasse à l’homme, les pilleurs ne sont pas retrouvés.
Durant la poursuite, Kid et George Curry tuent le shérif Joe Hazen lors d’une fusillade. Tom Horn, un tueur professionnel et travaillant avec l’agence Pinkerton (une agence privée de protection et de détectives) en est informé par l’expert en explosifs, Bill Speck. Le gang se réfugie dans Hole-in-the-Wall et s’échappe. Charlie Siringo, à qui Horn avait parlé des informations obtenues de Speck, est chargé de retrouver les hors-la-loi. Il se lie d’amitié avec Elfie Landusky qui à l’époque utilisait le patronyme « Curry » car, disait-elle, Lonny Curry, le frère de Kid Curry, l’avait mise enceinte. Siringo essaye grâce à elle de localiser le Wild Bunch.
Le 11 juillet 1899, Lay et d’autres se trouvent impliqués dans le pillage d’un train près de Folsom (Nouveau-Mexique), pillage que Parker a peut-être planifié et auquel il a probablement participé et qui se termine par une fusillade avec les hommes de loi de la région. Durant cette fusillade, Lay, possiblement le meilleur ami de Parker et son confident, tue le shérif Edward Farr et son adjoint Henry Love, ce qui entraîne son arrestation et une condamnation d’emprisonnement à vie à la prison d’État du Nouveau-Mexique.
Généralement, après un pillage, les membres du Wild Bunch se séparaient et partaient dans différentes directions puis se réunissaient plus tard dans un lieu prédéfini à l’avance tel que le Hole-in-the-Wall, le Robbers Roost ou le lupanar de « Madame » Fannie Porter à San Antonio.

#### Tentative d’amnistie
À la suite de la perte de Lay, Parker semble avoir pris contact avec le gouverneur de l'Utah, Heber Wells, dans le but de négocier une amnistie mais Wells paraît plutôt lui avoir conseillé de s’adresser à l'Union Pacific afin de les convaincre de retirer leur plainte. Cette rencontre n’a jamais eu lieu. L’Union Pacific tente cependant par la suite de rencontrer Parker, via un de ses comparses Matthew Warner, lequel avait été libéré de prison. Le 29 août 1900, près de Tipton (Wyoming), Parker et certains de ses acolytes dont Harry Longabaugh pillent une nouvelle fois un train appartenant à l’Union Pacific, brisant ainsi la promesse faite au gouverneur du Wyoming de ne plus commettre de crimes dans cet État et mettant fin par la même occasion à toute perspective d’amnistie.
Cette même année, le 28 février 1900, des hommes de loi tentent d’arrêter le frère de Kid Curry, Lonny, réfugié chez sa tante. Il est tué durant la fusillade et son cousin Bob Lee est arrêté et emprisonné pour vol de bétail. Le 28 mars, Kid Curry et Bill Carver sont poursuivis par un détachement près de Saint Johns (Arizona) après que des billets de banque, provenant sans doute du vol ayant eu lieu près de Wilcox, eurent été identifiés. Les shérifs adjoints Andrew Gibbons et Frank LeSueur trouvent la mort durant le règlement de comptes qui s’ensuit tandis que Carver et Curry réussissent à s’échapper. Le 17 avril, George Curry est tué par le shérif John Tyler et son adjoint Sam Jenkins lors d’un règlement de comptes à Grand County (Utah). Kid Curry venge la mort de ses frères George et Lonny en abattant Tyler et Jenkins le 26 mai 1900 à Moab (Utah).

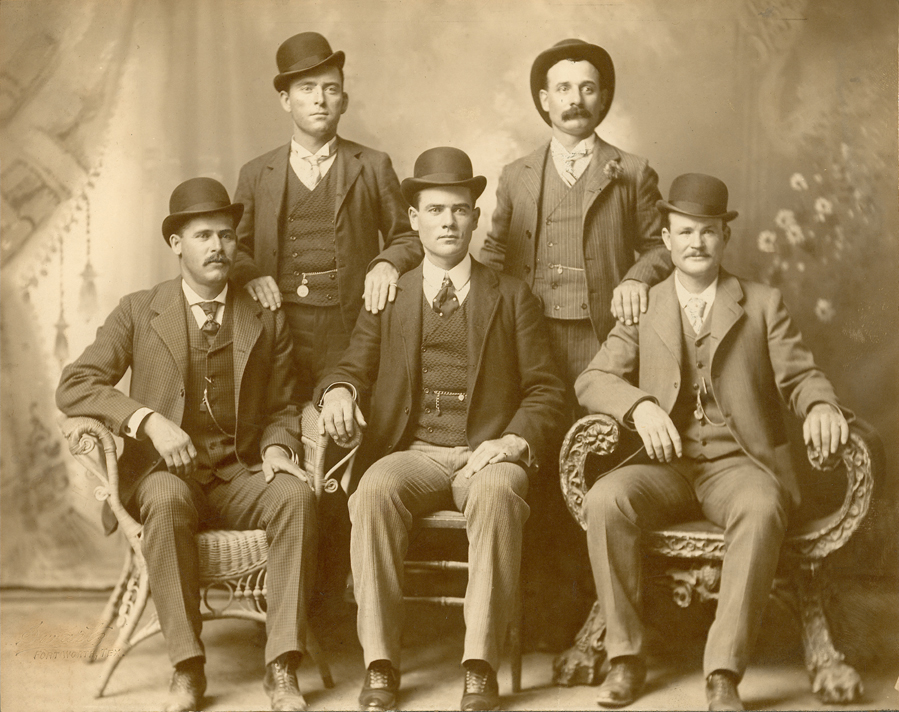
De gauche à droite 1re rangée : Harry A. Longabaugh, alias the Sundance Kid, Ben Kilpatrick, alias the Tall Texan, Robert Leroy Parker, alias Butch Cassidy ; 2e rangée : Will Carver et Harvey Logan, alias Kid Curry (Fort Worth, 1901).

Parker, Longabaugh et Bill Carver partent à Winnemucca dans le Nevada et le 19 septembre 1900, ils dérobent 32 640 dollars à la First National Bank . En décembre, Parker se fait photographier à Fort Worth au Texas en compagnie de Longabaugh, Harvey Logan (alias Kid Curry), Ben Kilpatrick et William Carver. L’agence de détectives Pinkerton obtient une copie de la photographie et l’utilise pour ses affiches d’avis de recherche.
Kid Curry rejoint Parker et Longabaugh, et ils dévalisent un train de l’Union Pacific près de Wagner dans le Montana, emportant avec eux 60 000 dollars en liquide. Ils se séparent à nouveau et Will Carver est tué lors d’une poursuite dirigée par le shérif Elijah Briant. Ben Kilpatrick et Laura Bullion sont capturés le 12 décembre 1901 à Knoxville (Tennessee). Le lendemain, Kid Curry abat les hommes de loi Willian Dinwiddle et Robert Saylor, puis s’enfuit. Poursuivi par des hommes de l’agence Pinkerton et par les forces de police, il parvient tout de même à revenir au Montana et assassine le propriétaire de ranch James Winters, lequel avait tué son frère Johnny quelques années plus tôt.

### Nouveaux horizons
Parker et Longabaugh partent ensuite à New York, puis de là embarquent, le 20 février 1901, à bord de l’Herminius en partance pour Buenos Aires. Parker a pris le nom de James Ryan, et se fait passer pour le frère d’Ethel « Etta » Place, la compagne de Longabaugh qui les avait rejoints pour la traversée. Arrivés en Amérique du Sud, ils achètent un terrain de 61 km2 avec une maison de quatre pièces, situé à l’est du Río Blanco près de Cholila dans la province de Chubut, et s’y s’installent tous les trois.
Le 14 février 1905, deux bandits parlant anglais, peut-être Parker et Longabaugh, pillent la banque de Tarapacá y Argentino à Río Gallegos à 1 130 km au sud de Cholila. Dérobant l’équivalent de 100 000 dollars, les deux hommes s’enfuient vers le nord et les steppes de Patagonie.
Les forces de l’ordre étant sur leur piste, le trio vend la maison de Cholila le 1er mai. L’agence Pinkerton connaissait l’existence de cet emplacement depuis quelque temps mais le dur hiver de ces latitudes et la neige empêchent un de ses agents, Frank Dimaio, de s’y rendre et de les arrêter. Le gouverneur Julio Lezana délivre un mandat d’arrêt mais le shérif Edward Humphreys, qui était ami avec Parker et amoureux d'Etta Place, informe Parker, Longabaugh et Place de l’existence de ce mandat.
Tous les trois partent plus au nord à San Carlos de Bariloche où ils s’embarquent à bord du Condor, un bateau qui naviguait sur le lac Nahuel Huapi à proximité du Chili. Ils réapparaissent cependant en Argentine avant la fin de l’année : le 19 décembre, Parker, Longabaugh, Place et un quatrième homme prennent part au pillage du Banco de la Nación à Villa Mercedes, à 650 km à l’ouest de Buenos Aires et s’emparent de 12 000 pesos. Poursuivis par des hommes de loi armés, ils traversent alors la pampa et la cordillère des Andes et retrouvent de nouveau la sécurité du Chili.
Lassée de cette vie d’errance, Etta Place décide de rentrer aux États-Unis et le 30 juin 1906, Longabaugh fait la route avec elle jusqu’à San Francisco. De son côté Parker, sous le nom d’emprunt James « Santiago » Maxwell, obtient du travail à la mine d’étain de Concordia dans les montagnes de Santa Cruz, sur le côté bolivien de la cordillère des Andes. Longabaugh l’y rejoint à son retour. Leur principale tâche consiste à protéger la paye. Désirant s’établir et devenir un fermier respectable, Parker, accompagné de Longabaugh fait une excursion à Santa Cruz, une ville frontalière bolivienne, et de là écrit à des amis restés à Concordia leur disant qu’il avait trouvé « l’endroit qu’[il] cherchai[t] depuis 20 ans. »
Parker, alors âgé de 41 ans, semble avoir été pris de remords. En effet, dans cette lettre, il écrit aussi : « Mon Dieu, si je pouvais revenir 20 ans en arrière... je serais heureux ». Il s’émerveille aussi des prix d’achat abordables pour l’obtention d’un terrain fertile, herbeux et bien irrigué et fait une prédiction : « Si je ne m’écroule pas, je vivrai ici avant longtemps. »

### Circonstances incertaines de sa mort
Les circonstances réelles de la mort de Parker sont incertaines. Le 3 novembre 1908, près de San Vicente en Bolivie, un convoyeur de fonds chargé de protéger la paye de la mine d’argent de Aramayo Franke y Cia est attaqué et pillé par deux bandits américains. Les deux hommes partent ensuite à San Vincente où ils résident. Trois jours plus tard, dans la nuit du 6 novembre, leur maison est cernée par un petit groupe d’hommes incluant le maire de la ville, quelques administrés ainsi que deux soldats. Une fusillade s’ensuit. Durant une accalmie, le bruit d’un coup de feu, suivi d’un cri d’homme et d’un autre coup de feu, se fait entendre. L’endroit est maintenu sous surveillance jusqu’au lendemain quand, pénétrant dans les lieux, deux corps sont découverts : l’un avec un impact de balle au milieu du front et l’autre sur la tempe. Les deux corps (apparemment morts par suicide) sont enterrés au cimetière de San Vicente. Bien que des tentatives aient été faites pour identifier leurs tombes, notamment par l’anthropologue médicolégal Clyde Snow en 1991, l'analyse de l'ADN des traces trouvées ne donne aucune correspondance avec celui des membres de leur famille encore en vie.
La sœur de Parker, Lula Parker Betenson, affirme qu’il était revenu aux États-Unis et qu’il y avait vécu anonymement pendant des années. Dans sa biographie, Butch Cassidy, My Brother, elle cite plusieurs cas de personnes ayant connu Parker et déclarant l’avoir croisé bien après 1908. De plus, elle décrit une « réunion de famille » impromptue entre Parker, leur père, leur frère Mark et elle-même en 1925. De même, il existe des témoignages indiquant que Longabaugh serait lui aussi revenu aux États-Unis et qu’il serait mort en 1937.
Il n’y a plus eu aucune correspondance de la part de Parker ni de Longabaugh après l’épisode de San Vincente.

## Noms d'emprunt
- Leroy Parker (Le vrai nom de Butch Cassidy selon les avis de recherche de Pinkerton)
- Butch Cassidy
- George Cassidy
- Lowe Maxwell
- James « Santiago » Maxwell
- James Ryan

## Butch Cassidy au cinéma
Comme la plupart des figures mythiques du l'Ouest américain, Butch Cassidy a été incarné de nombreuses fois au cinéma. Les productions les plus notables sont :
- Arthur Hunnicutt dans Cat Ballou (Elliot Silverstein, 1965)
- Paul Newman dans Butch Cassidy et le Kid (Butch Cassidy and the Sundance Kid, George Roy Hill, 1969), qui imagine la fin de carrière commune avec Sundance Kid
- Tom Berenger dans Les Joyeux Débuts de Butch Cassidy et le Kid (Butch and Sundance: The Early Days, Richard Lester, 1979), un des tout premiers cas de préquelle au cinéma, qui brode allègrement sur le précédent.
- Sam Shepard et Nikolaj Coster-Waldau dans Blackthorn (Mateo Gil, 2011)

Le nom de la bande à laquelle il était rattaché, The Wild Bunch, est également le titre original du western de Sam Peckinpah La Horde sauvage (1969), mais où n'apparaît pas son personnage. Dans Mon nom est Personne, Personne (Terence Hill) tient absolument à un duel entre Jack Beauregard (Henry Fonda) et La Horde sauvage mais aucun membre de la bande n'est clairement identifié.

## Butch Cassidy dans la littérature
Alias Butch Cassidy est un roman de 1967 écrit par Henry Wilson Allen sous le pseudonyme de Will Henry.
Dans le roman de Tony Hillerman Coyote attend, écrit en 1990, un historien est assassiné pendant qu'il recherche les restes de Butch Cassidy et le butin de son dernier forfait, l'attaque d'un train en Utah en 1909. Au cours de cette attaque, Butch Cassidy est blessé et finit par mourir dans une grotte de la réserve Navajo. Le butin est présenté comme composé de pièces de monnaie et de timbres neufs datant de 1907 et d'une énorme valeur en 1990.
Un diptyque bande dessinée de Brrémaud, Bruno Duhamel et Jean-Emmanuel Vermot-Desroches (2006-2007) met en scène Butch Cassidy et son neveu fictif.
Robert Leroy Parker est un des personnages principaux de l'album Tango de la série Corto Maltese par Hugo Pratt.

## Manga
Dans Pokémon, deux membres de la Team Rocket moins célèbres que Jessie et James se nomment Butch et Cassidy.
Butch Cassidy est l'un des personnages apparaissant dans le manga Drifters, sorti en 2009 et adapté en anime depuis octobre 2016. On peut le voir aux côtés de vagabonds avec Sundance Kid faisant face aux parias. Dans le manga, il utilise à trois quarts du temps deux revolvers et est un fumeur invétéré.

### Sources
- John McPhee : Annals of the Former World (1998).